# Argentinië op de Olympische Winterspelen 1968
Tijdens de Olympische Winterspelen van 1968 die in Grenoble werden gehouden nam Argentinië deel met zeven sporters. Er werden geen medailles veroverd, de 37e plaats van Maria Desalvatelli op het onderdeel slalomskiën was de beste prestatie van de Argentijnse atleten tijdens deze Winterspelen.

## Prestaties van alle deelnemers

### Alpineskiën
Afdaling mannen
| naam             | prestatie | tijd    | verschill met de winnaar |
| ---------------- | --------- | ------- | ------------------------ |
| Gustavo Ezquerra | 55e       | 2.17,11 | 17,26                    |
| Roberto Thostrup | 57e       | 2.17,35 | 17,50                    |

Reuzenslalom mannen
| naam             | prestatie | tijd    | verschill met de winnaar |
| ---------------- | --------- | ------- | ------------------------ |
| Roberto Thostrup | 61e       | 3.57,62 | 28,34                    |
| Gustavo Ezquerra | 63e       | 4.00,11 | 30,83                    |
| Edgar Macaya     | DNS       | -       |                          |

DNS = niet gestart
Reuzenslalom vrouwen
| naam               | prestatie | tijd    | verschill met de winnaar |
| ------------------ | --------- | ------- | ------------------------ |
| Irene Viaene       | 37e       | 2.11,68 | 19,71                    |
| Maria Desalvatelli | 38e       | 2.11,75 | 19,78                    |
| Ana Naumann        | DNF       | -       |                          |

DNF = niet gefinisht
Slalom vrouwen
| naam               | prestatie | tijd    | verschill met de winnaar |
| ------------------ | --------- | ------- | ------------------------ |
| Maria Desalvatelli | 27e       | 1.49,16 | 23,30                    |
| Ana Naumann        | 29e       | 1.50,17 | 24,31                    |
| Irene Viaene       | DSQ       | -       |                          |

DSQ = gediskwalificeerd

### Rodelen
Mannen
| naam               | prestatie | tijd | verschill met de winnaar |
| ------------------ | --------- | ---- | ------------------------ |
| Matias Stinnes (2) | DNS       | -    |                          |

DNS = niet gestart
Argentinië · Australië · Bondsrepubliek Duitsland · Bulgarije · Canada · Chili · Denemarken · Duitse Democratische Republiek · Finland · Frankrijk · Griekenland · Groot-Brittannië · Hongarije · IJsland · India · Iran · Italië · Japan · Joegoslavië · Libanon · Liechtenstein · Marokko · Mongolië · Nederland · Nieuw-Zeeland · Noorwegen · Oostenrijk · Polen · Roemenië · Sovjet-Unie · Spanje · Tsjecho-Slowakije · Turkije · Verenigde Staten · Zuid-Korea · Zweden · Zwitserland